# Леополд фон Щернберг
Леополд Мориц фон Щернберг (на немски: Leopold Moric Graf von Sternberg; * 22 декември 1811, Похорелице, Бърно-район, Моравия; † 21 септември 1899, Райц, Моравия) е граф от фамилията Щернберг, имперски шамберлен и австрийски генерал на кавалерията.

## Живот
Той е вторият син на имперския шамберлен граф Йозеф Леополд фон Щернберг (1770 – 1858) и съпругата му Мария Карола Магдалена фон Валсег (1781 – 1857), дъщеря на граф Франц Антон фон Валсег (1733 – 1786) и графиня Мария Карола фон Ламберг-Шпринценщайн (1736 – 1782). Брат е на Мария фон Щернберг (1802 – 1870), омъжена 1828 г. за принц Георг Леополд фон Залм-Залм (1793 – 1836), Каролина фон Щернберг (1804 – 1881), омъжена 1823 г. за граф Едуард фон Ламберг (1800 – 1825), граф Ярослав фон Щернберг (1809 – 1874) и на граф Зденко фон Щернберг (1813 – 1900).
Леополд фон Щернберг става през 1891 г. рицар на австрийския Орден на Златното руно. Той умира на 87 години на 21 септември 1899 г. в Райц.

## Фамилия
Леополд фон Щернберг се жени на 4 август 1863 г. във Виена за принцеса Луиза Каролине Йохана Франциска Мария фон Хоенлое-Бартенщайн-Ягстберг (* 21 август 1840, Халтенбергщетен; † 16 януари 1873, Похорелице, Моравия), дъщеря на княз Лудвиг Албрехт Константин фон Хоенлое-Бартенщайн-Ягстберг (1802 – 1850) и принцеса Хенриета Вилхелмина фон Ауершперг (1815 – 1901). Те имат пет деца:
- Ярослав Леополд Карл Мария (* 17 септември 1864)
- Леополд Алберт Мария Хайнрих/Жиндрих Карл Боромей (* 22 октомври 1865, Похорелице; † 11 април 1937, Брюн), граф, имперски шамберлен, таен съветник, женен на 20 юли 1895 г. във Виена за графиня Франциска Лариш фон Мьоних (* 2 септември 1873, Фрайщат; † 20 март 1933, Виена); имат седем деца
- Мария Каролина (* 4 януари 1867, Похорелице; † 29 февруари 1892, Холтице), омъжена на 22 юни 1885 г. в Прага за граф Ян Непомук фон Тун-Хоенщайн (* 8 юли 1857; † 5 юни 1921)
- Адалберт Венцел (* 14 януари 1868)
- Елеонора Мария Хенриета Алойзия (* 8 януари 1873, Похорелице; † 3 октомври 1960, Виена), омъжена I. на 31 август 1891 г. във Виена за 4. княз Хуго IV фон Залм-Райфершайт-Райц (* 2 декември 1863, Виена; † 31 декември 1903, Райц), II. на 10 октомври 1907 г. във Виена за граф Александер ван дер Щратен-Понтхоц (* 29 август 1882, Вайнерн; † 23 февруари 1949, Виена)